# Гонтар Сергій Олексійович
Сергій Олексійович Го́нтар (нар. 5 січня 1930, Роя) — український скульптор; член Спілки художників України з 1964 року.

## Біографія
Народився 5 січня 1930 року на станції Рої (тепер у складі міста Курахового Донецької області, Україна). 1952 року закінчив Одеське художнє училище; у 1958 році — Київський художній інститут (викладачі Олексій Олійник, Макар Вронський, Макс Гельман).
Працював на Донецкому художньо-виробничому комбінаті. Жив у Донецьку в будинку на вулиці Щорса № 3, квартира 25.

## Творчість
Працював у галузях станкової та монументальної скульптури. Брав участь у всеукраїнських мистецьких виставках з 1958 року. Персональна відбулася у Донецьку в 1980 році. Роботи зберігаються у Донецькому та Горлівському художніх музеях.

### Станкова скульптура
- «Володимир Ленін в розливі» (1958);
- «Агітатор Жовтня» (1968, склобетон);

портрети
- «сталевар Володимир Перебийніс» (1960);
- «шахтар В. Рижевич» (1961);
- «диригент Вадим Гнєдаш» (1961);
- «письменник Ілля Гонімов» (1965);
- «заслужений шахтар УРСР М. Гринда» (1965);
- «Герой Радянського Союзу Володимир Чеботарьов» (1965);
- «Володимир Ленін» (1969, мармур);
- «Олексій Стаханов» (1973, бронза);
- «сталерар В. Волков» (1975);
- «шахтар С. Рябошапка» (1975);
- «Іван Стрельченко» (1979);

### Пам'ятники
- Тарасу Шевченку у смт Шевченко (1955, вулиця Клари Цеткін);
- на братській могилі радянських воїнів Південного фронту в селі Зеленому Яру (1956, центр села);
- Тарасу Шевченку у місті Красногорівці (1961, бронза);
- на братській могилі радянських воїнів у місті Харцизьку (1965, вулиця Вокзальна);
- Григорію Петровському у місті Донецьку (1968, площа Григорія Петровського);
- Володимиру Грибиніченку у місті Макіївці (16 липня 1972, проспект Леніна);
- героям перших п'ятирічок С. К. Рябошапці та В. У. Козодоєву у місті Торецьку (1974, вулиця Дружби, 22);
- воїнам-односельцям у смт Желанному (1981, вулиця Центральна);
- Микиті Шаповалу у селі Серебрянці (1993, вулиця Центральна, на подвір'ї школи);
- афганцям (1998);
- Леоніду Бикову у місті Краматорську (11 квітня 2002, бронза, граніт).
- Героям Радянського Союзу:
  - Зої Космодем'янській у місті Донецьку (1953, вулиця Артема, 155);
  - Григорію Сенатосенку у селі Бойовому (1967);
  - Валентину Єжкову (1977);
  - Івану Дорофєєву у селі Бойовому (1982)
  - Петру Лихолєтову у міств Докучаєвську (1998, сквер на вулиці Лихолєтова, 2).

|                                 |                                |                           |                           |                            |
| Пам'ятник Григорію Петровському | Пам'ятник Зої Космодем'янській | Пам'ятник В. Грибиніченку | Пам'ятник Микиті Шаповалу | Пам'ятник Петру Лихолєтову |